# Верратти, Чиро
Чиро Верратти (итал. Ciro Verratti; 17 августа 1907 — 6 июля 1971) — итальянский фехтовальщик-рапирист и киноактёр, олимпийский чемпион и чемпион мира.

## Биография
Родился в 1907 году в Арки. В 1929 году завоевал золотую медаль Международного первенства по фехтованию в Неаполе. В 1935 году повторил это достижение на Международном первенстве по фехтованию в Лозанне. В 1936 году стал чемпионом Олимпийских игр в Берлине. В 1937 году Международная федерация фехтования задним числом признала все проходившие ранее Международные первенства по фехтованию чемпионатами мира).
В 1937 году Чиро Верратти сыграл главную роль в кинофильме «Чёрный корсар».